# دافيد مارياني
دافيد مارياني (19 مايو 1991 بزيورخ في سويسرا - ) هو لاعب كرة قدم سويسري في مركز الوسط .
لعب مع نادي زيورخ ونادي شافهاوزن ونادي شباب الأهلي ونادي اتحاد كلباء .

## روابط خارجية
- دافيد مارياني على موقع قاعدة بيانات كرة القدم.إي يو (الإنجليزية)
- دافيد مارياني على موقع Soccerway.com (الإنجليزية)